# Cikeris
Cikeris is een bestuurslaag in het regentschap Purwakarta van de provincie West-Java, Indonesië. Cikeris telt 2554 inwoners (volkstelling 2010).